# Алеексу I
Алеексу I (порт. Aleixo I) або Мпанзу-а-Мбанду (кон. Mpanzu a Mbandu; пом. 1793) — сорок шостий маніконго центральноафриканського королівства Конго.
Про правління Алеексу відомо вкрай мало. Існує єдиний підтверджений факт, а саме те, що 17 березня 1792 року маніконго відрядив посольство до Луанди з клопотанням до тамтешнього капуцинського священника щодо проведення коронації. Губернатор Луанди задовольнив прохання маніконго, та Алеексу помер ще до прибуття священника до Сан-Сальвадора. На престолі його замінив Жоакін I.